# Kari Kuivalainen

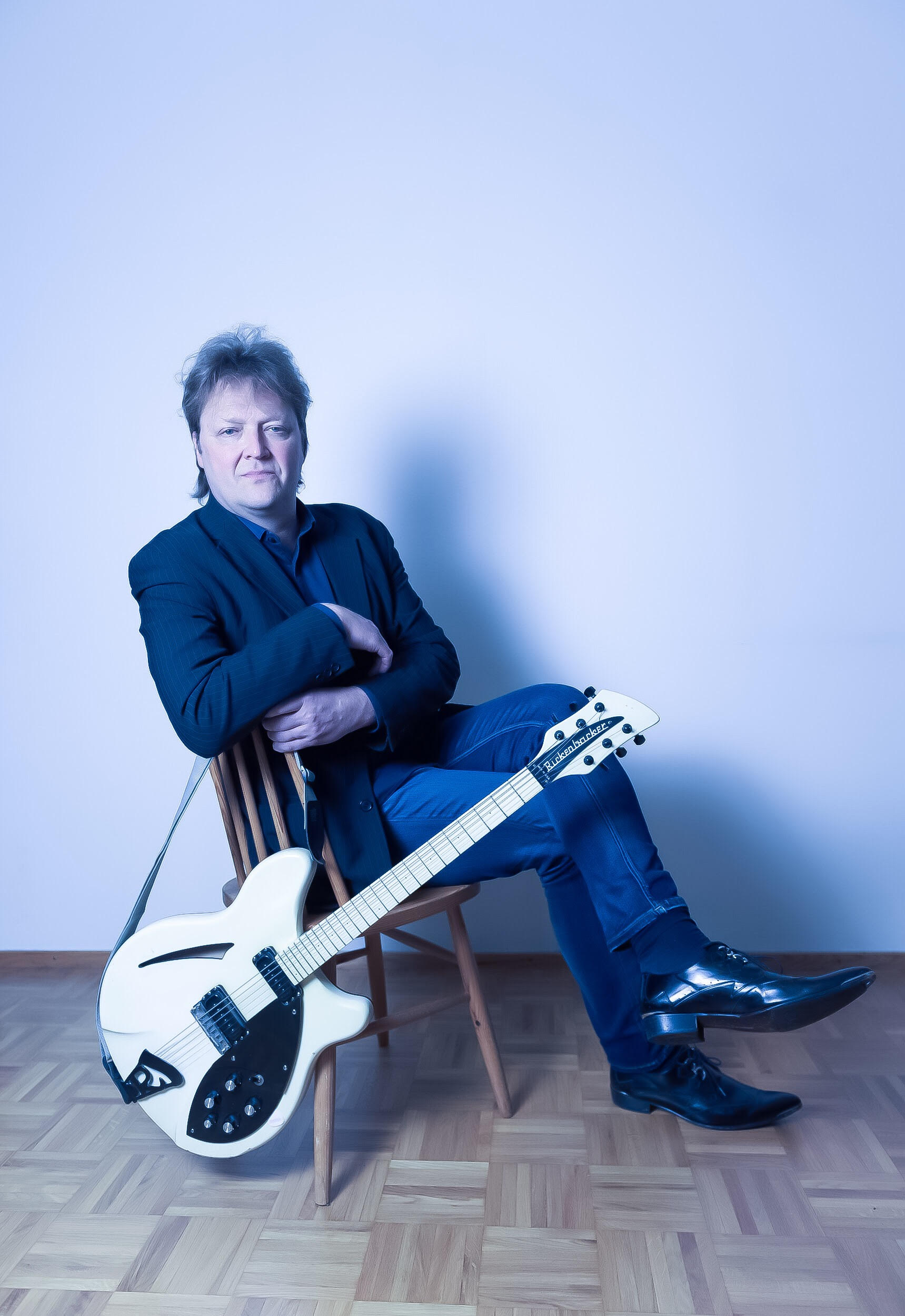
Kari Kuivalainen (2019)

Kari Kuivalainen (* 14. November 1960) ist ein finnischer Sänger und Komponist.

## Leben und Wirken
In jungen Jahren war er als Schlagzeuger diverser Bands aktiv. Bei der finnischen Vorauswahl zum Eurovision Song Contest war er 1985 erstmals zu erleben: als Komponist des Titels Haaveissa voinko oot mun? für den Sänger Riki Sorsa, welches den zweiten Platz belegte. Im nächsten Jahr trat er selbst an. Mit seiner selbstgeschriebenen Popballade Päivä kahden ihmisen wurde er Sieger der Vorauswahl und durfte so beim Eurovision Song Contest 1986 in Bergen antreten. Man gab dem Titel einen englischen Namen: Never the End. In der Endauswertung erreichte die Ballade Platz 15.
Später wurde Kuivalainen als Schlagzeuger bei der finnischen Popband Menneisyyden Vangi aktiv.